# Pardalot
Pardalot (Pardalotus) je rod zpěvných ptáků, jediný rod čeledi pardalotovití (Pardalotidae). Čtyři druhy tohoto rodu žijí v Austrálii. Všechny druhy rodu jsou pestře zbarvené, s černým zobákem. Jsou velmi aktivní, potravu hledají podobně jako naši brhlíci na kmenech a větvích, často zavěšeni vzhůru nohama, často také loví přímo na listech. Mnoho z nich se krmí sladkými výměšky mer (Psyllidae), stejnokřídlého hmyzu žijícího na eukalyptech. Mimo hnízdění se ptáci zdržují vysoko v korunách eukalyptů, takže jsou obtížně pozorovatelní.

## Taxonomie
Čeleď byla dříve chápána v širším pojetí a zahrnovala také dnešní čeledi Dasyornithidae a střízlíkovcovití (Acanthizidae).

### Druhy
- Pardalotus punctatus, pardalot tečkovaný – místy hojný.
- Pardalotus quadragintus, pardalot tasmánský – endemit Tasmánie a příbřežních ostrovů, ohrožený druh. Stabilní populace čítá přes 3000 jedinců.[3]
- Pardalotus rubricatus, pardalot oranžovobrvý – celkem hojný.
- Pardalotus striatus, pardalot australský – místy hojný.